# Lisca Bianca
Lisca Bianca este o insulă italiană care aparține arhipelagului Insulelor Eoliene din Sicilia.

## Caracteristici geologice
Insula, împreună cu numeroasele stânci din apropiere (Dattilo, Bottaro, Lisca Nera și altele), este ceea ce rămâne din vechile gurile vulcanice aparținând aparatului Panarea, formate în urmă cu aproximativ 130.000 de ani. După toate probabilitățile în trecut, aceste roci au fost unite între ele pentru a forma o insulă mai mare (poate legată de Panarea însăși), dar mai târziu eroziunea agenților atmosferici și fenomenele de bradiseism au dus la separarea acesteia în mai multe terenuri apărute, proces finalizat cu aproximativ 10.000 de ani în urmă.
Lisca Bianca este constituită din materiale vulcanice precum riolit și își datorează culoarea albă caracteristică modificărilor chimice cauzate de fumarolele acide acum dispărute. În trecut, insula a fost folosită și ca o carieră de alaun.

## Epava de la Lisca Bianca
În apropierea insulei, așezată pe fundul mării la o adâncime între 25 și 40 de metri, se află epava unei nave de marfă engleză numită Llanishen, scufundată în 1885, ale cărei porțiuni de prova și pupa sunt încă bine conservate. Este singura epavă din Insulele Eoliene care, cu precauțiile corespunzătoare, nu este interzisă vizitării.

## Film
Lisca Bianca are o importanță secundară în filmul Aventura (1960) al lui Michelangelo Antonioni, în care personajul Anna (interpretată de Lea Massari) dispare în mod misterios în timpul unei opriri cu barca pe această insulă.